# آستین چمپ
آستین چمپ (Austin Champ) خودرویی است  که ۱۳,۰۰۰ عدد در سال‌های ۱۹۵۱ تا ۱۹۵۶ تولید شده‌ است. 
موتور آن ۲۸۳۸ سی‌سی  است.